# Лебедянь
Лебедя́нь — город в России, административный центр Лебедянского района Липецкой области. Образует городское поселение город Лебедянь.

## Герб и название

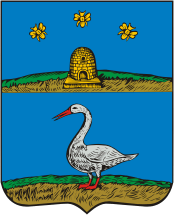
Герб 1781 года

16 августа 1781 года Лебедянь получает свой герб. Под тамбовским губернским гербом (улей и три золотые пчелы) — птица лебедь, в голубом поле, означающая имя сего города. Но на опубликованном в Полном собрании законов Российской империи рисунке художник изобразил не лебедя, а некую водоплавающую птицу с длинным клювом цапли (см. рисунок). Герб города является гласным.
С тем, что название города происходит от птицы, которая некогда водилась в реке Лебедянке, которая недалеко от города впадает в Дон, согласны не все топонимисты. Некоторые из них (например, Никонов В. А., Краткий топонимический словарь) склоняются к тому, что это название — заимствованное, и возводят его к названию реки Лыбедь или территории Леведия (другой вариант названия — Лебедия), которая была местом проживания венгров в IX веке.

## География
Город расположен на обоих берегах реки Дон, в 53 км к северо-западу от Липецка. Железнодорожная станция Лебедянь находится на участке Елец — Лев Толстой.

## История

### Новое время
Первое упоминание — в 1605 году. Тогда это было сельцо Лебеданское Городище, принадлежавшее боярину Никите Дмитриевичу Вельяминову. В 1610 году Вельяминов получил от Сигизмунда III подтвердительную грамоту на «городище Лебедин с деревнями» в Донковском уезде и другие имения. В 1612 году Сигизмунд III и Владислав Жигимонтович пожаловали «селцом Лебедянским Городищем с деревнями и слободками» князя Г. П. Ромодановского-Стародубского с сыновьями. В 1613 году Лебедянь становится государевым городом, получает своего воеводу и превращается в сторожевой пункт для обороны южных границ от татарских набегов. Этот год считают годом основания города, хотя обнаруженные сейчас археологические находки на Тяпкиной горе — месте строительства Лебедянской крепости — позволяют предположить существование здесь поселения ещё в XII—XIV веках.
В 1618 году, когда гетман Сагайдачный осаждал Елец, лебедянские голутвенные казаки в большинстве перешли к Сагайдачному, а местный воевода Семён Леонтьев бежал в добровские леса. Сагайдачный разорил Лебедянь «без остатку»: укрепления были уничтожены, посад и слободы пожжены, жители разбежались или взяты в плен. После разорения жители не хотели возвращаться на прежние места, правительство разыскивало их и насильно водворяло. Город долго чувствовал разорение Сагайдачного и поправлялся медленно.
По легенде, в 1621 году в версте от города, на Яблоновой поляне Романцова леса, по распоряжению патриарха Филарета, бывшего боярина Фёдора Никитича Романова был основан Свято-Троицкий монастырь. Окружённая высокой каменной стеной с бойницами обитель представляла собой практически неприступную крепость.
В 1662 году Лебедянская крепость в очередной раз перестраивается: город и большой острог соединяются в одно укрепление. Лебедянь расширяется и украшается. Здесь развивается торговля, растёт посад.
Однако в 1703 году Лебедянская крепость сгорела и больше не восстанавливалась.
После того, как Пётр I своим указом от 18 (29) декабря 1708 года разделил Россию на 8 губерний, Лебедянь была приписана к Азовской губернии (переименованной 22 апреля (3 мая) 1725 года в Воронежскую). Новый указ императора от 29 мая (9 июня) 1719 года ввёл деление губерний на провинции, и Лебедянь вошла в состав Елецкой провинции данной губернии.
16 (27) сентября 1779 года по указу Екатерины II «О составлении Тамбовского наместничества из 15 уездов» Лебедянь получает статус уездного города — центра Лебедянского уезда новообразованного Тамбовского наместничества (последнее 12 (23) декабря 1796 года указом Павла I «О новом разделении государства на губернии» преобразовано в Тамбовскую губернию).
В XIX веке Лебедянь славилась конскими ярмарками, а в 1826 году в городе был открыт первый в России ипподром и основано Лебедянское скаковое общество, членами которого стали видные коннозаводчики со всей России. В 1847 году в городе было учреждено Лебедянское общество сельского хозяйства, оставившее глубокий след в истории агрономической науки страны и ставшее колыбелью основных проектов реформы 1861 года (кстати, на западе от Лебедяни расположен посёлок Агроном).
7 (20) января 1918 года в Лебедяни была установлена Советская власть.

### Новейшее время
28 августа 1919 года Лебедянь была взята конницей 4-го Донского корпуса генерал-лейтенанта К. К. Мамонтова, которая в городе, впрочем, не задержалась.
11 февраля 1924 года постановлением ВЦИК Лебедянский уезд был упразднён, а Лебедянь вошла в состав Липецкого уезда.
30 июля 1928 года в связи с упразднением деления на губернии и уезды Лебедянь стала центром новообразованного Лебедянского района, вошедшего в состав Елецкого округа Центрально-Чернозёмной области (23 июля 1930 года деление Центрально-Чернозёмной области на округа было отменено).
После разукрупнения Центрально-Чернозёмной области 13 июня 1934 года Лебедянь вместе с районом вошла в состав Воронежской, а 26 сентября 1937 года — во вновь образованную Рязанскую область. После образования 6 января 1954 года Липецкой области Лебедянь и Лебедянский район были включены в её состав.
С 1 февраля 1963 по 11 января 1965 года город Лебедянь находился в подчинении города Данков.
В результате обрушения крыши склада компании PepsiCo и последовавшими за этим ещё двумя обрушениями 25 апреля 2017 года произошёл крупный разлив запасов готовой продукции — фруктовых и овощных соков. По сообщениям в печати, общий объём разлива составил 28 миллионов литров (28 000 кубометров). Вся масса стекла в реку Дон.  Ущерб окружающей среде отсутствует.

## Население
| 1856    | 1897    | 1913    | 1931    | 1939    | 1959    | 1970    | 1979    | 1989    | 1992    | 1996    | 1998    |
| ------- | ------- | ------- | ------- | ------- | ------- | ------- | ------- | ------- | ------- | ------- | ------- |
| 5000    | ↗12 800 | ↗16 000 | ↘11 100 | ↘4246   | ↗8595   | ↗12 298 | ↗20 006 | ↗22 850 | ↗23 100 | ↘22 600 | ↘22 200 |
| 2001    | 2002    | 2003    | 2005    | 2006    | 2007    | 2009    | 2010    | 2011    | 2012    | 2013    | 2014    |
| ↘21 300 | ↗22 966 | ↗23 000 | ↘22 000 | ↘21 600 | ↘21 200 | ↘20 713 | ↗21 012 | ↘20 949 | ↘20 724 | ↘20 478 | ↘20 241 |
| 2015    | 2016    | 2017    | 2018    | 2019    | 2020    | 2021    |         |         |         |         |         |
| ↘20 117 | ↘19 866 | ↘19 503 | ↘19 288 | ↘19 208 | ↘19 203 | ↗20 049 |         |         |         |         |         |

На 1 января 2025 года по численности населения город находился на 687-м месте из 1124 городов Российской Федерации.
Национальный состав
По итогам переписи населения 2020 года проживали следующие национальности (национальности менее 0,1 % и другое, см. в сноске к строке «Другие»):
| Национальность | Численность, чел. | Доля     |
| -------------- | ----------------- | -------- |
| Русские        | 19 547            | 97,50 %  |
| Украинцы       | 57                | 0,28 %   |
| Армяне         | 52                | 0,26 %   |
| Азербайджанцы  | 31                | 0,15 %   |
| Узбеки         | 24                | 0,12 %   |
| Другие         | 338               | 1,69 %   |
| Итого          | 20 049            | 100,00 % |

## Экономика
В городе действуют несколько машиностроительных и пищеперерабатывающих предприятий, в том числе крупнейший в России производитель соков — ООО «Лебедянский».

## Административное деление

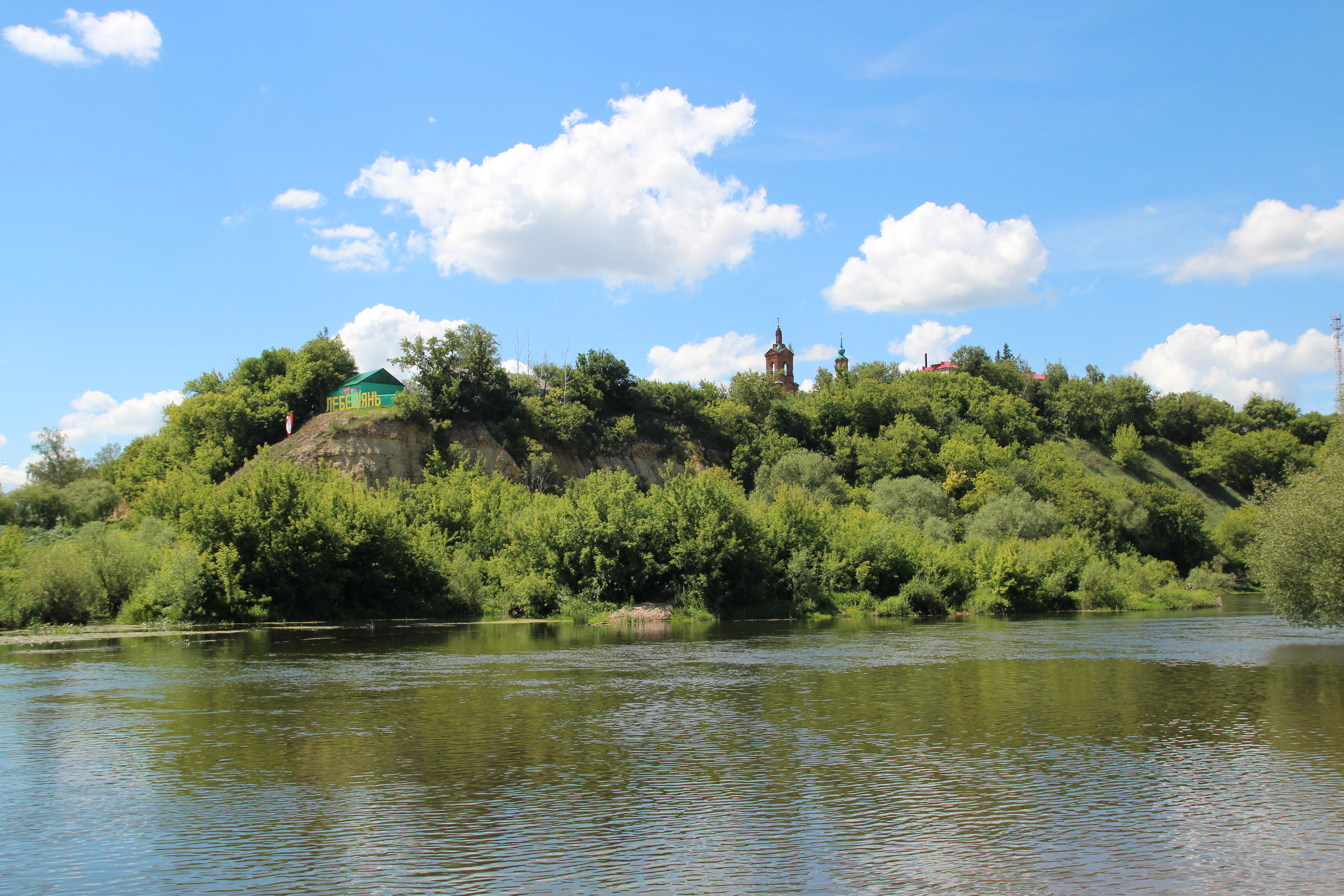
Лебедянь со стороны Дона

Официального административного деления у города нет, но есть устное. В Лебедянь входят:
- «Город» — центральная часть;
- Поле Чудес;
- Кузнецкая слобода (Кузнецы);
- Стрелецкая слобода (Стрельцы);
- Монастырская слобода;
- Черёмушки;
- Задонка;
- «Молзавод» — район молочного завода;
- «Машзавод» — район (иногда упоминается как посёлок) машиностроительного завода;
- Кладбищенские Пушкари — часть города, прилегающая к слободе Пушкаро-Кладбищенская;
- Казаки — часть города, прилегающая к слободе Покрово-Казацкая;
- Плеханова — бывшая улица Плеханова, теперь разделённая на множество улиц;
- Дачное товарищество Любитель;
- Район Аэродрома — новый район Лебедяни на месте бывшего аэродрома.

Также в условный пригород Лебедяни входят:
- Слобода Покрово-Казацкая;
- Слобода Покрово-Инвалидная;
- Слобода Пушкаро-Кладбищенская;
- Село Новое Ракитино.

## Русская православная церковь

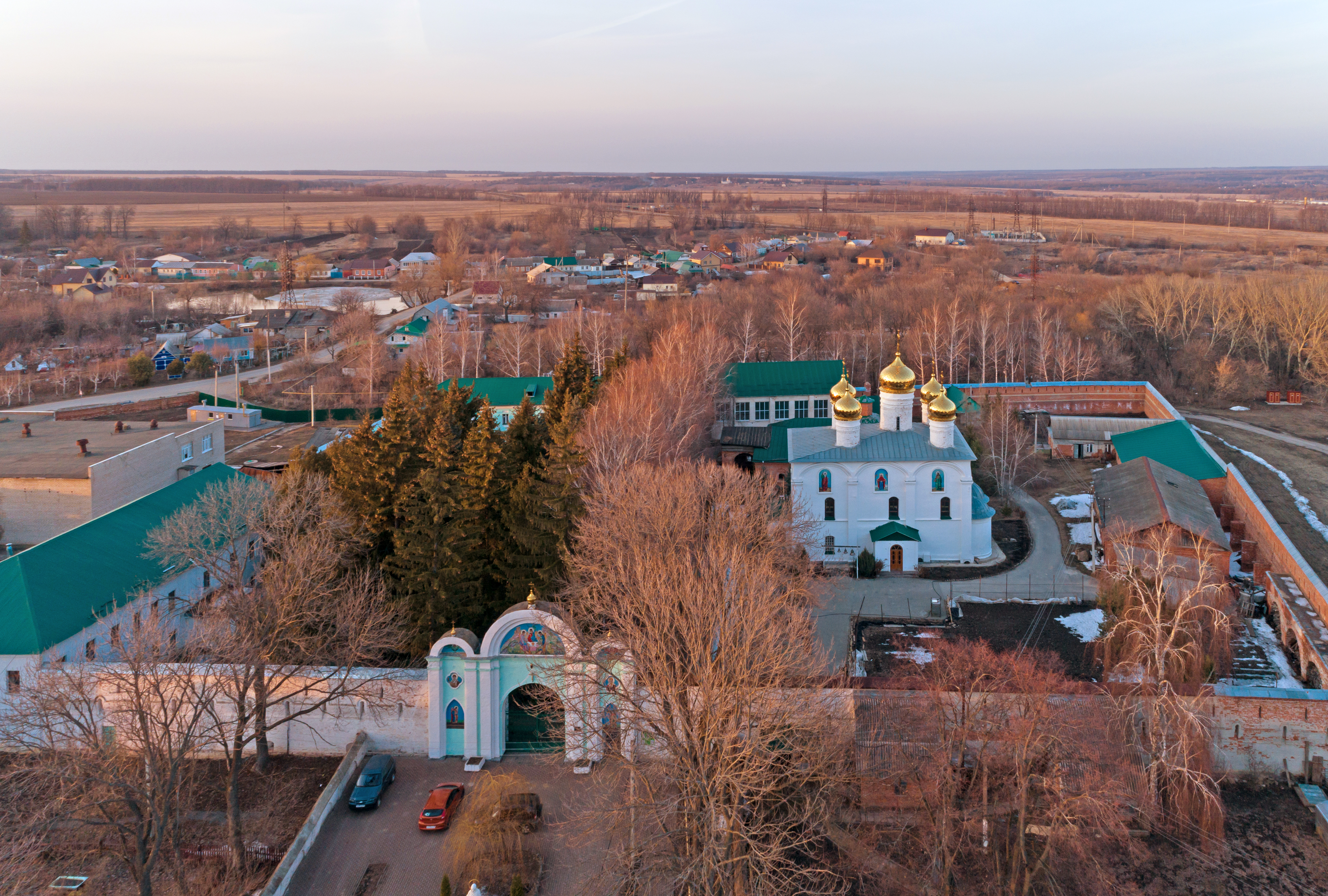
Яблонева пустынь на северной окраине города сохранила (отчасти в перестроенном виде) три храма середины XVII века

- Троицкий монастырь на северной окраине города (основан в 1621 г.) — единственный сохранившийся в этих краях монастырь-крепость. В нём три церкви третьей четверти XVII века.
- Церковь Рождества Богородицы (конец XVIII века).
- Старо-Казанский собор (1771)[47].
- Действующий на Базарной площади Ново-Казанский (1836) собор с 60-метровой колокольней.
- Преображенская (Кладбищенская) церковь (начало XIX в.), расположенная на Преображенском («Старом») кладбище города.
- Никольская церковь (1831) в левобережной части города.

## Достопримечательности
В центре города сохранились одно- и двухэтажные купеческие усадьбы с каменными въездами и флигелями, комплекс Торговых рядов, опоясывающий квартал Базарной площади с четырёх сторон, здание Городской Думы, мужской гимназии и дворянского собрания. Построенный в 1910 году железобетонный мост через реку Дон долгое время представлял собой передовое достижение технической мысли и был крупнейшим железобетонным мостом в регионе.
Одно из самых известных мест Лебедяни — Тя́пкина гора́. По одной из легенд, там жил разбойник-казак Тяпка, который грабил проплывавшие мимо по Дону корабли. На горе находится центральная часть города, включающая в себя исторический центр с большинством достопримечательностей и общественными учреждениями.
В городе действует краеведческий музей и Дом ремёсел, где выставляются картины местных самодеятельных художников и изделия мастеров народных промыслов.
В 15 км к востоку от Лебедяни находится село Шовское — родина преподобного Силуана Афонского. В окрестностях города находятся два монастыря: Сезеновский Иоанновский и Троекуровский Иларионовский. Оба монастыря в настоящее время являются действующими и восстанавливаются при поддержке благотворителей и местных хозяйств.

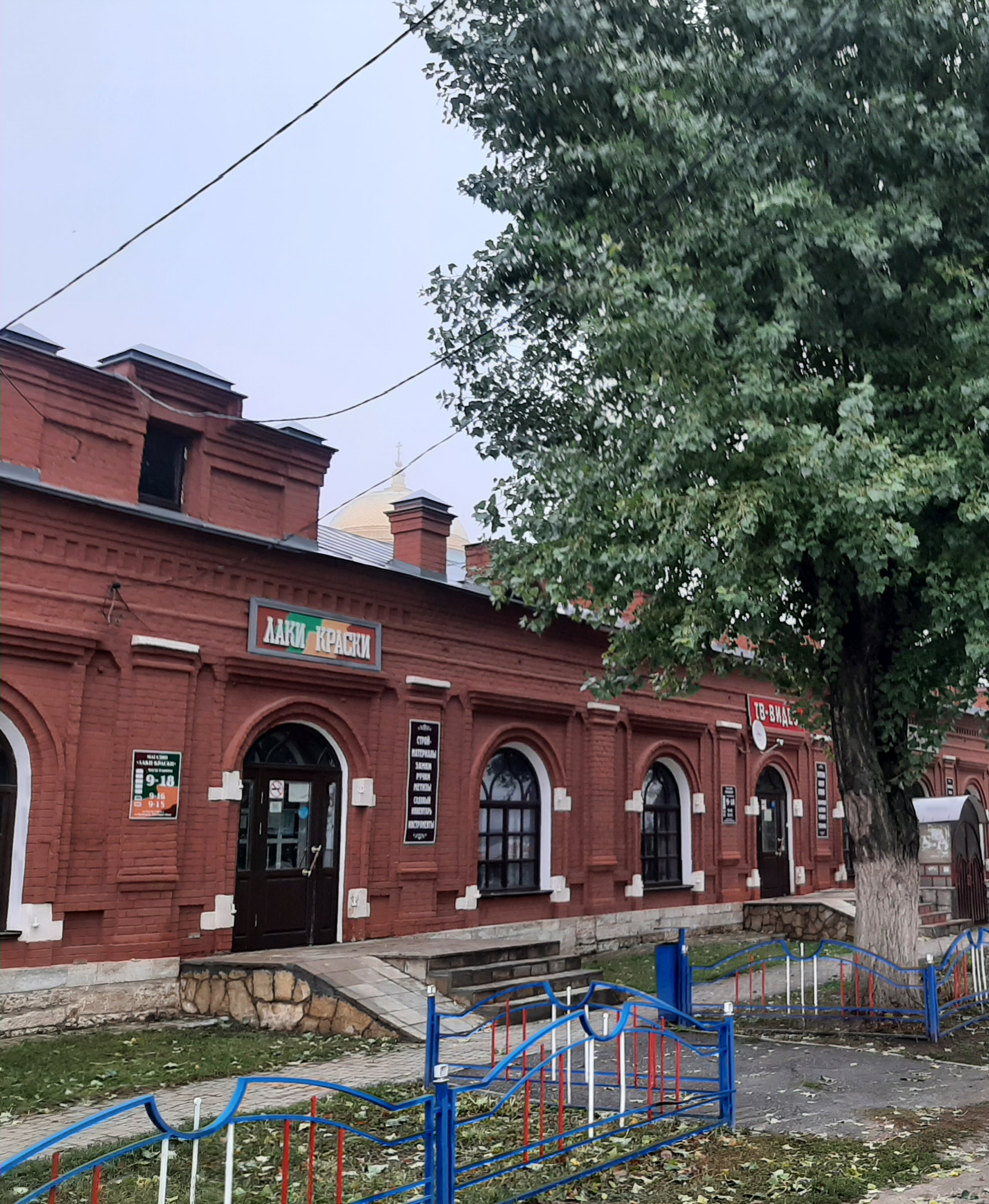
Торговые ряды в Лебедяни

С 1989 года по 2011 год в Лебедяни копал тоннель пенсионер-энтузиаст Леонид Владимирович Мулярчик. Он хотел попасть в книгу рекордов Гиннесса, построив самое короткое метро в мире. По состоянию на 2009 год длина существующего тоннеля составляет около 200 метров. Надёжность и прочность конструкции подтверждена специалистами. Проект неоднократно освещался общероссийскими каналами телевидения, печатными изданиями и интернет-сайтами. Кстати, некоторыми специалистами ставится под сомнение факт выполнения землепроходческих работ самим Мулярчиком. Также деятельность Мулярчика вызывала неодобрение других жителей города. Л. В. Мулярчик умер зимой 2012 года, и все проекты метро были заморожены.

## Известные люди

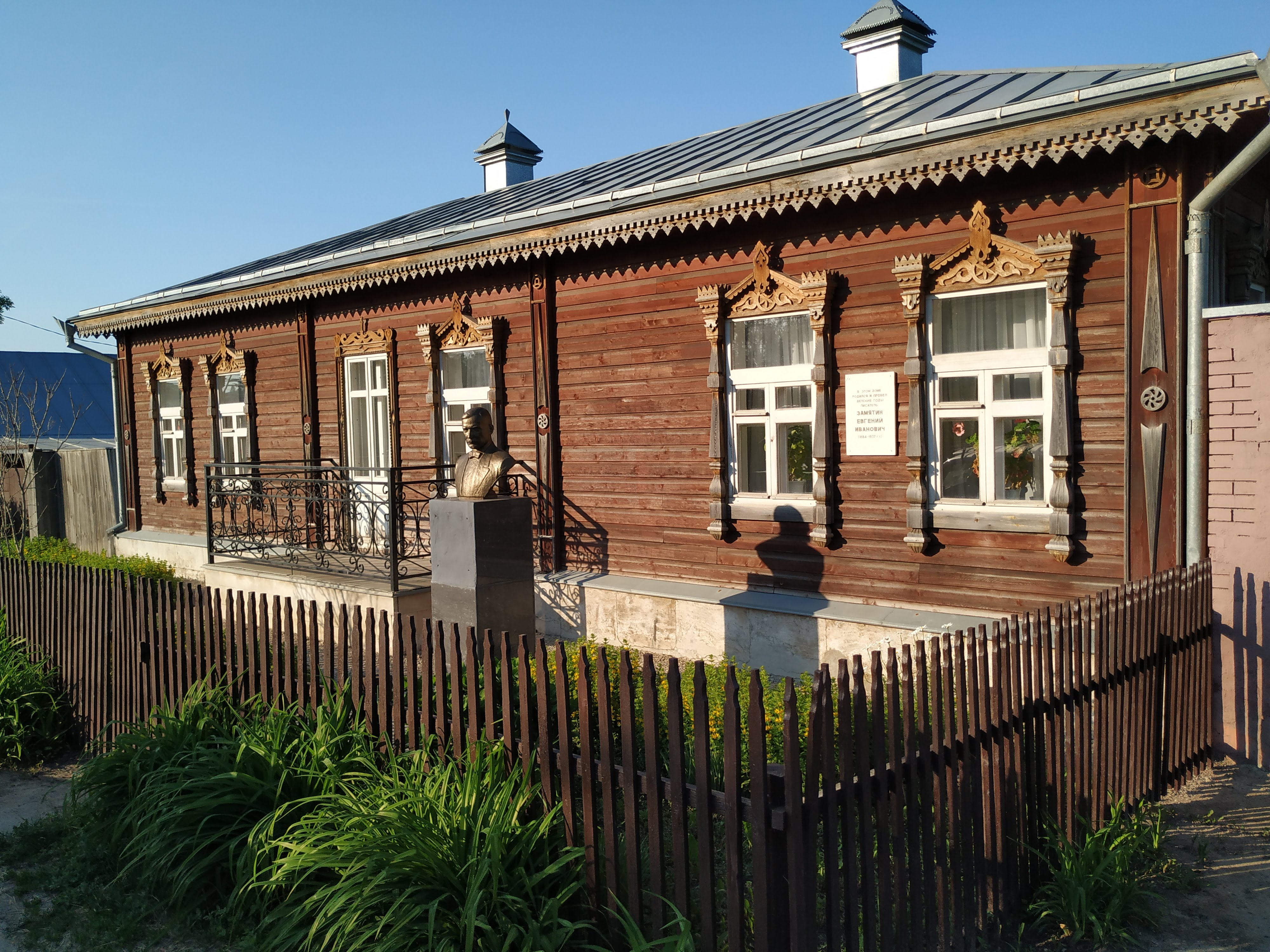
Дом-музей Е. И. Замятина на ул. Ситникова в Лебедяни

- Лебедянь — родина строителя железных дорог П. Г. фон Дервиза; революционерки М. А. Коленкиной; пианиста, профессора московской консерватории К. Н. Игумнова; врача и историка земской медицины С. Н. Игумнова; художницы, секретаря Л. Н. Толстого — Ю. И. Игумновой; советского изобретателя, конструктора киносъёмочной аппаратуры В. Д. Константинова; художника 2-го авангарда В. Я. Ситникова; журналиста-международника, художника Н. Я. Ситникова; учёного-эпидемиолога с мировым именем А. А. Чурилиной; лауреата Сталинской премии, фронтового кинооператора Е. В. Мухина; поэтов и писателей Т. В. Чурилина, Е. И. Замятина[53], А. И. Левитова; заслуженного артиста БССР Б. В. Никольского; профессора, основоположника высшего дирижёрского хорового образования Н. В. Романовского; академика, учёного-механика Е. А. Микрина; скульптора, члена Союза художников В. И. Морозовой.
- Из Лебедяни произошёл дворянский род Алтуфьевых.
- В августе — сентябре 1926 года в Лебедяни по приглашению Е. И. Замятина гостил художник Б. М. Кустодиев.
- В 1938 году здесь на даче жил М. А. Булгаков.
- Андрей Белый жил здесь в 1932 году.
- В 1931—1932 годах здесь отбывали ссылку:
  - М. А. Скрябина, дочь композитора А. Н. Скрябина
  - Е. Н. Кезельман, прозаик-мемуарист.
- Е. А. Микрин — академик РАН, почётный гражданин г. Лебедянь (2012).

## Упоминания в литературе и искусстве
- Город Лебедянь упоминается в рассказах И. А. Бунина, И. С. Тургенева, Л. Н. Толстого, М. М. Пришвина, пьесе «Лес» А. Н. Островского.
- Город Лебедянь описан в повести Е. Замятина «Уездное» и романе Т. Чурилина «Тяпкатань».
- Неофициальный гимн города — песня «Лебедянь», написанная композитором, Народной артисткой РСФСР Л. А. Лядовой и поэтессой Т. А. Пономарёвой в 1977 г.; песня исполнялась как самим композитором (не только аккомпанемент, но и вокал), так и Татьяной Петровой уже в 2000-е годы (в народной манере)[54].
- Одна из серий сериала «Дальнобойщики» носит название «Лебедянь», хотя серию снимали не в Лебедяни.